# Конвалії (яйце Фаберже)
Імператорське великоднє яйце «Конвалії» (рос. Ландыши, англ. The Lilies of the Valley Egg) — ювелірний виріб, виготовлений фірмою Карла Фаберже на замовлення російського імператора Миколи II у 1898 році. Було подароване імператором дружині Олександрі Федорівні.

## Дизайн
Яйце «Конвалії» виконане в стилі Арт Нуво. Воно вкрите рожевою прозорою емаллю поверх гільйошованого тла. З вигнутих золотих ніжок підставки проростають пагони конвалій, що охоплюють яйце з чотирьох сторін зеленим листям із прозорої зеленої емалі і безліччю квітів на золотих стеблинах. Квітки — з перлів і діамантів огранювання «троянда». Вінчає яйце імператорська корона, інкрустована алмазами та рубінами.

### Сюрприз
Сюрприз яйця — три мініатюрних портрети, обрамлені діамантами: Миколи II у військовій формі і імператорських дітей — княгинь Ольги і Тетяни. Коли механізм всередині яйця вмикається кнопкою — перлиною, що знаходить збоку — корона починає повільно підійматися, слідом за нею з яйця з'являються портрети і розкриваються подібно віялу. 
Портрети виконані по слоновій кістці, кожен підписаний мініатюристом Йоганесом Цейнграфом. На золотому обороті портретів вигравірувана дата 5.IV.1898.

## Історія
Яйце «Конвалії» — одне із дев'яти великодніх яєць Фаберже, що у 1927 році були продані через фірму «Антикваріат» Емануїлу Сноумену із лондонської галереї «Wartsky». У 1934 році воно було продане разом з «Коронаційним» яйцем Чарльзу Парсонсу (Лондон), потім його знову викупила фірма «Wartsky». Пізніше ця фірма продала його пану Херсту, а у 1948 році знову його придбала. 
У 1979 році Кеннет Сноумен з «Wartsky» продав яйце «Конвалії» разом з «Коронаційним» Малькольму Форбсу за загальну суму в $2,160,000. У лютому 2004 року яйце «Конвалії» в складі колекції Форбса придбане Віктором Вексельбергом.